# كويك (سلسلة مطاعم)
سلسلة مطاعم كويك هي شركة لمطاعم وجبات سريعة بلجيكية مشابهة لشركة ماكدونالدز الشهيرة. بدأت هذه الشركة في شوتين في بلجيكا عام 1971 ثم في 2007 أصبحت فرنسية بالكامل، وفي عام 2006 بلغ عدد مطاعمها 404 مطعم متوزعين بشكل أساسي في كلٍ من بلجيكا، فرنسا واللوكسمبورغ. قرابة الـ 72% من هذه المطاعم تدار بشكل ترخيص للعلامة التجارية للشركة الأم.

## إحصائيات
هذه بعض الإحصائيات عن الكويك:
- أول مطعم وجبات سريعة ذو أصل أوروبي.
- ثالث مطعم سريع للهومبرغر في أوروبا.
- 209 مليون زبون سنة 2012 وحدها.
- 000 19 موظف من 56 جنسية.
- 493 مطعم في سبعة بلدان وأراضي (فرنسا، بلجيكا، لوكسمبورغ، ريونيون، روسيا، كاليدونيا الجديدة، مارتينيك).
- 9 فتوحات جديدة سنة 2012 على عدة أراضي أخرى كجزر الأنتيل الفرنسية.
- 1.032 مليار يورو حجم مبيعات 2012.
- يحتل المرتبة الأولى في بلجيكا واللوكسمبورغ، والثانية في فرنسا.
- كان فرانسوا فاكسيلير (الثاني) ، المولود في 6 أغسطس 1921 في سان جوسه تين نود (بروكسل) وتوفي في 5 نوفمبر 1990 في بيول ، رجل أعمال بلجيكيًا. في عام 1971 ، أسس سلسلة مطاعم كويك في بلجيكا.

## محطات
- عام 1971 تم افتتاح أول مطعمي كويك في بلجيكا في مدينتي شوتين وواترلو في بلجيكا.
- عام 1975 شهد تغييراً في إستراتيجية الشركة حيث لم تعد تكتفي بإنشاء مطاعمها في الضواحي بل اتجهت لافتتاح مطاعم جديدة في مراكز المدن. وفي ذلك العام أيضاُ تحددت معالم الشركة كسلسلة لمطاعم الوجبات السريعة.
- عام 1978 افتتح أول مطعم كويك غير تابع للشركة الأم نتيجة عملية ترخيص للعلامة التجارية.
- أول مطعم كويك تم افتتاحه في فرنسا بتاريخ 19 تموز/يوليو عام 1980 في مدينة إيكس أون بروفانس جنوب شرق فرنسا والتي تبعد 30 كم شمال مدينة مرسيليا.
- عام 1982 افتتح أول مطعم كويك في اللوكسمبورغ.
- بين عامي 1986 و1988 اشترت شركة كويك مطاعم سلسلتي O'Kitch أوكيتش (20 مطعم) و Free Time فري تايم (45 مطعم) في فرنسا.
- عام 1992 جمعت جهود مطاعم كويك فرنسا وبلجيكا ولوكسمبورغ في خدمة مشروع واحد.
- في شهر حزيران/يونيو عام 1993 دخلت شركة كويك في سوق الأسهم في بروكسل بطرح 43% من رأس مال الشركة في السوق.
- عام 2002 افتتحت شركة كويك أول مطاعمها في منطقة شمال أفريقيا في المملكة المغربية.
- عام 2003 شهد رأس مال الشركة صعوداً بمقدار 66.5 مليون يورو، وفي نفس العام تم افتتاح أول مطعم كويك في الشرق الأوسط في دبي.
- عام 2006 تجاوزت مبيعات الشركة 800 مليون يورو.
- مع بداية عام 2007 تسلمت شركة الكويك صندوق الودائع الفرنسي، وحافظت على مقرية ا الإداريين الرئيسيين في بيرشام شمال بلجيكا وفي فيليبنتي في ضواحي العاصمة الفرنسية باريس.
- بتاريخ 3 آذار/مارس 2007 استثمرت الشركة مبلغ مليون يورو لتفتتح أول مطاعمها في العاصمة الجزائرية ليكون أول مطعم وجبات سريعة يفتتح في الجزائر، وكان السيد جان بول براير مدير كويك-فرنسا قد صرح بأن شركته تعتزم افتتاح 20 مطعم تدريجيا في مختلف أنحاء البلاد.

## إحصائيات
بلغ عدد مطاعم سلسة كويك 404 مطعم عام 2006، واليوم تتوزع على الشكل الآتي:
- فرنسا 327 مطعم.
- بلجيكا 76 مطعم.
- هولندا 12 مطعم.
- لوكسمبورغ 6 مطاعم.
- المغرب5 مطاعم.
- لا ريونيون 5 مطاعم
- الإمارات العربية المتحدة في إمارتي دبي والشارقة).
- تونس مطعمان
- الجزائر مطعمان.
- إسبانيا مطعم واحد.
- أندورا مطعم واحد.
- روسيا مطعم واحد.

يوجد في فرنسا في حدود سنة 2013، 22 مطعما حلال، وتباع فيه جميع المنتوجات اللحومية بطريقة الذبح الإسلامية الحلال.